# Waltheria pringlei
Waltheria pringlei är en malvaväxtart som beskrevs av Joseph Nelson Rose och Standley. Waltheria pringlei ingår i släktet Waltheria och familjen malvaväxter. Inga underarter finns listade i Catalogue of Life.